# Gustaf Björlin
Johan Gustaf Björlin, född 14 oktober 1845 i Åmåls stadsförsamling, Älvsborgs län, död 13 juni 1922 i Stockholm, var en svensk militär, författare och riksdagsman.

## Biografi
Björlin var son till järnhandlaren Anders Petter Björlin och hans hustru Hilda Johanna Lidström. Björlin erhöll sin första officersfullmakt som underlöjtnant vid Västgöta-Dals regemente år 1865, genomgick 1867–1870 Krigshögskolan på Marieberg, hade därefter några år anställning vid Krigsskolan (Karlberg), blev 1873 löjtnant i armén och generalstabsofficer, avancerade vid generalstaben till kapten (1879), major (1888) och överstelöjtnant (1892), var därunder 1882–1895 avdelningschef för krigshistoriska avdelningen samt redigerade de två första banden (1890 och 1894) av det av denna utgivna verket Sveriges krig åren 1808 och 1809. Han utnämndes 1895 till överste och militärbefälhavare på Gotland, befattningar han nitiskt utövade, samt befordrades 1903 till generalmajor i armén. Björlin hade därjämte åtskilliga andra befattningar. Så var han sekreterare vid riksdagens särskilda (försvars-)utskott 1875, 1877, 1878 och 1892 (urtima riksdagen, då den förbättrade härordning antogs, vartill Björlin som tillkallad sakkunnig till statsutskottet vid samma års lagtima riksdag uppgjort grunderna) samt den förste sekreterare för Allmänna försvarsföreningen 1890–1897.
Björlin blev 1881 ledamot av Kungliga Krigsvetenskapsakademien. År 1889 tilldelade Svenska Akademien honom Karl Johans pris. Han avgick 1908 från befattningen som militärbefälhavare på Gotland och blev generallöjtnant. 1908–1911 var han ordförande i Civilkommissionen. Han avgick 1909 från ordförandeskapet i Skytteförbundens överstyrelse. Han blev hedersledamot av Kungliga Vitterhets Historie och Antikvitets Akademien 1913 och filosofie hedersdoktor i Lund 1918.

### Politisk verksamhet
År 1895 valdes Björlin (omvaldes 1904) av Gotlands läns valkrets till ledamot av riksdagens första kammare, där han var ledamot av lagutskottet (1900–1902), de särskilda utskotten för försvars- och läroverksfrågornas behandling (1901 och 1904) samt i ett par tillfälliga utskott (1896 och 1903). Han var ledamot av 1900 års kommitté för härordningsförslagets uppgörande samt ordförande i kommittéerna för omorganisation av regementsmusiken (1902), av frivilliga skytteväsendet (1902) och av arméns reservbefäl m.m. (1904). 1901–1903 var han ordförande i centralstyrelsen för Sveriges frivilliga skytteföreningar och utsågs 1903 till ordförande i överstyrelsen för desamma. Han lämnade riksdagen 1909.

### Författarskap
Björlin utgav en rad arbeten av krigsvetenskapligt, historiskt eller skönlitterärt innehåll. Från 1879 även den för läsning bland arméns manskap avsedda Svenske soldaten.

### Privatliv
Björlin var gift första gången 1872–1879 med Clara Rylander (1850–1905) och andra gången från 1885 med Maria Wilhelmina Ulrika Strömberg (1853–1927).

## Priser och utmärkelser

### Svenska utmärkelser
- Kommendör av första klassen av Svärdsorden, 1 december 1902.[3]
- Kommendör av första klassen av Vasaorden, 6 juni 1910.[4]
- Riddare av Nordstjärneorden, 1892.[5]

### Utländska utmärkelser
- Kommendör av andra graden av Danska Dannebrogorden, senast 1905.[6]
- Riddare av andra klassen av Ryska Sankt Stanislausorden, senast 1905.[6]
- Guldkorset av Grekiska Frälsarens orden, senast 1905.[6]
- Riddare av tredje klassen av Preussiska Röda örns orden, senast 1905.[6]

### Översättning
- Kraft (1871). Tankar om fältartilleriets användn. i fören. med de andra vapnen / öfv. af G. Björlin. Skrifter / Militärlitteraturföreningens förlag, 99-0578882-4 ; 1. Stockholm: Norstedt & S. Libris 1581860

### Redaktör
- Svenske soldaten : tidskrift. Stockholm. 1879–1890. Libris 2398013
- Fosterlandets försvar : tidskrift för alla. Stockholm: Föreningen värnpligtens vänner. 1885–1890. Libris 2947372
- Försvarsvännen : tidning för Sveriges försvarsföreningar. Stockholm. 1890–1897. Libris 2058570
- Sveriges krig åren 1808 och 1809. D. 1. Stockholm: Norstedt. 1890. Libris 400783
- Sveriges krig åren 1808 och 1809. D. 2. 1-2. Stockholm: Norstedt. 1895. Libris 10661039